# Morph (Twenty One Pilots)
Morph è un brano musicale del duo musicale statunitense Twenty One Pilots, pubblicato nel loro quinto album in studio Trench nel 2018.

## Descrizione
Quarta traccia di Trench, il brano è stato scritto e prodotto da Tyler Joseph e Paul Meany dei Mutemath. Il brano presenta sonorità R&B e funk, con versi rappati e un ritornello cantato in falsetto da Joseph. Il testo tratta invece dei dubbi che circondano il concetto di morte e la tentazione di cambiare sé stessi per gli altri e non venire isolato, e di come gli ideali di vita e di morte possano influenzare le proprie convinzioni.

## Accoglienza
Il brano è stato criticato positivamente nelle recensioni professionali di Trench, e in particolare sono stati lodati l'utilizzo del falsetto da parte di Joseph nel ritornello del brano e la parte di batteria in breakbeat eseguito in chiusura da Josh Dun, paragonato a pezzi dei The Prodigy e di DJ Shadow.
Dei brani non estratti come singoli da Trench, Morph è stato quello a ottenere i migliori piazzamenti nelle classifiche internazionali di vendita, raggiungendo il 106º posto in classifica negli Stati Uniti e il 9ºª nella classifica di Billboard Hot Rock & Alternative Songs (escludendo tutte le pubblicazioni come singolo, la posizione più alta mai raggiunta nella classifica da un brano dei Twenty One Pilots). Nel Regno Unito e in Irlanda ha invece raggiunto, rispettivamente, la 67ª e la 54ª posizione. Per le numerose vendite e gli streaming ricevuti, il brano è stato inoltre certificato disco d'oro sia negli Stati Uniti d'America che in Canada.

## Formazione
Twenty One Pilots
- Tyler Joseph – voce, basso, pianoforte, tastiera, sintetizzatore, programmazione, produzione
- Josh Dun – batteria, percussioni

Altro personale
- Paul Meany – produzione
- Darrell Thorp – ingegneria del suono
- Rouble Kapoor – ingegneria del suono
- John Meyer – tecnico percussioni
- Adam Hawkins – missaggio
- Chris Gehringer – mastering

## Classifiche
| Classifica (2018)                | Posizione massima |
| -------------------------------- | ----------------- |
| Irlanda                          | 54                |
| Regno Unito                      | 67                |
| Stati Uniti                      | 106               |
| Stati Uniti (rock & alternative) | 9                 |